# Cassano Jonio in Calabria
Cassano Jonio in Calabria (I Paesi Cantano) è un album reportage dell'artista Otello Profazio, pubblicato nel 1979. L'album include canzoni popolari e segue le vicende degli abitanti di Cassano all'Ionio.

## Tracce
1. Reportage da Cassano n. 1
2. Reportage da Cassano n. 2